# Southwick (Northamptonshire)
Southwick – wieś w Anglii, w hrabstwie Northamptonshire, w dystrykcie (unitary authority) North Northamptonshire. Leży 42 km na północny wschód od miasta Northampton i 115 km na północ od Londynu. W 2001 miejscowość liczyła 180 mieszkańców.